# DRONE STAR
DRONE STAR（ドローンスター）は株式会社ORSO及び株式会社エルの共同プロジェクトで販売されているのクアッドコプター型無人航空機（ドローン）。重さ50g以下の超小型ドローンで、主に室内での利用を目指して作られ、ドローンの操作を通じて楽しみながら学ぶことを目的とした商品ラインが展開されている。

## 製品一覧

### DRONE STAR 01
2017年にリリースされた「DRONE STAR 01」は、室内での使用を想定した小型ドローン。スマートフォンの画像認識技術とAR技術を活用したアプリと連携し、ユーザーはドローンの操作を楽しみながら学ぶことができた。この機体は、飛行時間の延長や安定したホバリングを実現するための水平飛行アシスト機能を備えていた。現在は販売が終了している。

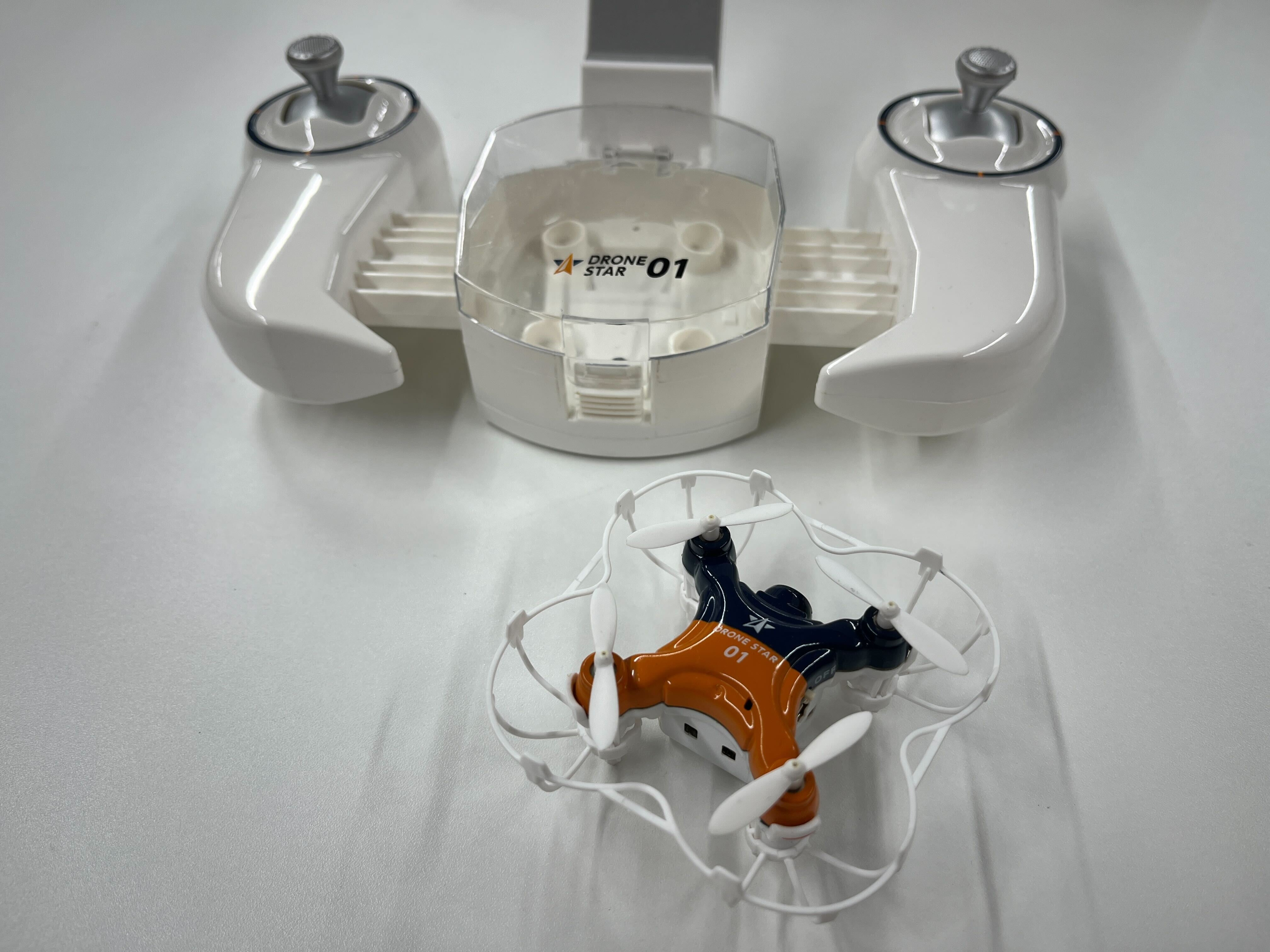
DRONE STAR 01 本体・操縦機

| 項目         | 仕様                                          |
| ------------ | --------------------------------------------- |
| 対象年齢     | 15歳以上                                      |
| 使用周波数   | 2.4GHz                                        |
| カメラ画素数 | 30万画素                                      |
| 操作距離     | およそ25メートル                              |
| 操作モード   | モード1、モード2                              |
| 機体サイズ   | 縦45mm 横45mm 高さ28mm （プロペラは含まない） |
| 使用場所     | 屋内専用                                      |
| 機体重量     | 18g                                           |
| 飛行時間     | 4〜5分                                        |
| 充電時間     | 20分〜30分                                    |
| 電池         | リチウムポリマー充電池                        |

### DRONE STAR PARTY
2023年に発表された「DRONE STAR PARTY」は、最大4人で楽しめるパーティーゲーム用のドローン。専用アプリを使用することで、スマートフォンをコントローラーとしてドローンを操作でき、友人や家族と一緒に飛行時間や飛行回数を競うことができる。ホバリングアシスト機能やプロペラガードが標準でついており、初心者でも安全に飛行させることができる。付属のソフトウェアを利用して、前進や回転などの動作を制御するブロックをつなぎ合わせることで、ドローンをプログラム通りに自動飛行させることができる。
| 項目         | 仕様                                                    |
| ------------ | ------------------------------------------------------- |
| 対象年齢     | 15歳以上                                                |
| 使用周波数   | 2.4GHz                                                  |
| カメラ画素数 | 92.2万画素                                              |
| 操作距離     | 約30メートル                                            |
| 操作モード   | モード1、モード2                                        |
| 機体サイズ   | 縦100mm 横120mm 高さ45mm                                |
| 使用場所     | 屋内専用                                                |
| 機体重量     | 50.5g                                                   |
| 飛行時間     | 7分                                                     |
| 充電時間     | 約60分(1.0A)                                            |

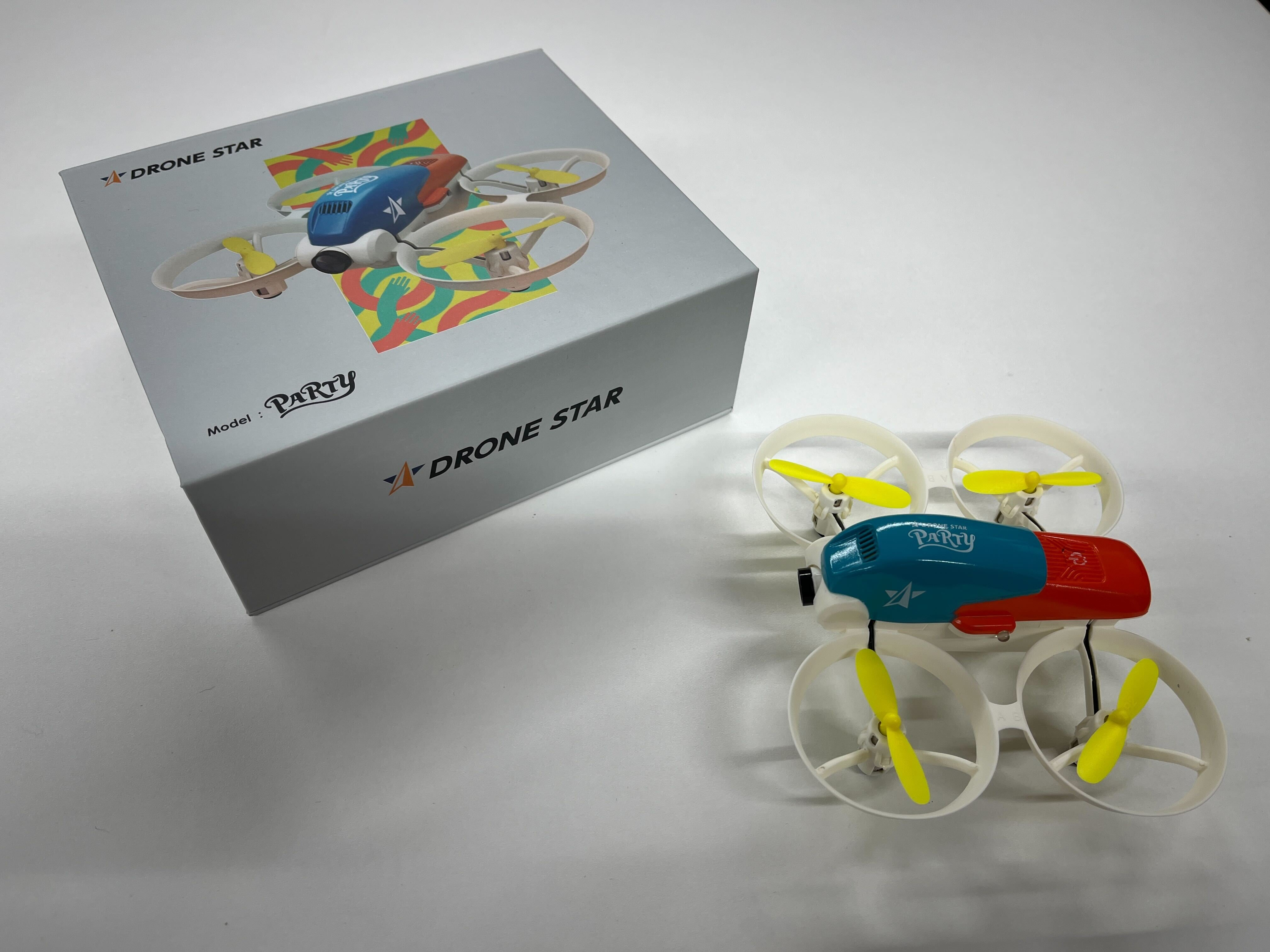
DRONE STAR PARTYの本体とパッケージ

| 電池         | リチウムイオン充電式バッテリー 3.7V 550mAh (ICP9/21/39) |

### DRONE STAR TRAING
2024年にリリースされた「DRONE STAR TRAINING」は、ドローン国家資格取得を目指す人向けの練習用ドローンとして開発された。この機体は、改正航空法に基づくドローンの実地講習および無人航空機操縦者技能証明の実地試験に必要な機能を備えている。特に、ビジョンセンサーのON/OFF機能が搭載されており、八の字飛行やスクエア飛行、異常事態における飛行など、実技試験の基準に準拠した練習が可能となっている。また、機体は軽量でプロペラガードを標準装備しており、自宅でも安全に練習することができる。これにより、これまで専用の設備、機材のある教育機関に通う必要があった資格取得に向けてのトレーニングについて、自宅での練習環境を実現できるようになった。

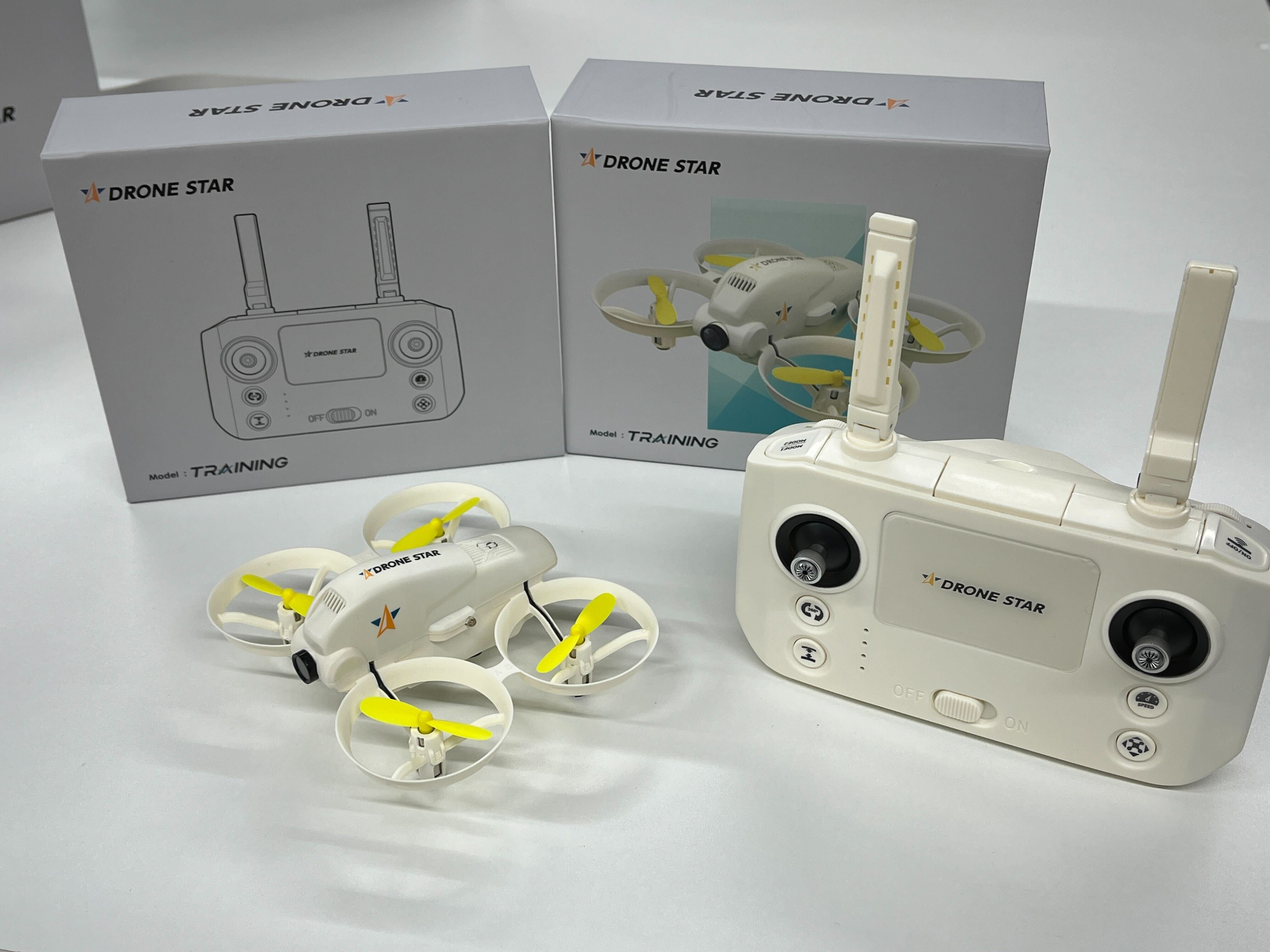
DRONE STAR TRAINING の本体・操縦機・パッケージ

| 項目         | 仕様                                                             |
| ------------ | ---------------------------------------------------------------- |
| 対象年齢     | 15歳以上                                                         |
| 使用周波数   | 2.4GHz                                                           |
| カメラ画素数 | 約90万画素                                                       |
| 操作距離     | 約30メートル                                                     |
| 操作モード   | モード1、モード2                                                 |
| 機体サイズ   | 縦100mm 横120mm 高さ45mm                                         |
| 使用場所     | 屋内専用                                                         |
| 機体重量     | 50.5g                                                            |
| 飛行時間     | 約7分                                                            |
| 充電時間     | 約100分                                                          |
| 電池         | リチウムイオン充電式バッテリー3.7V 550mAh (ICP9/21/39)           |
| 搭載センサー | 気圧センサー/ジャイロセンサー/ビジョンセンサー(ON・OFF切り替え） |